# Сборная Филиппин по регби
Сборная Филиппин по регби представляет Республику Филиппины в международных матчах по регби-15 высшего уровня. Команда была создана в 2006 году, и на данный момент занимает 42-е место в мировом рейтинге IRB. Сборная, известные под прозвищем «вулканы», управляется Филиппинским регбийным союзом. С 2008 года Филиппины выступают в Азиатском кубке пяти наций. С 2013 года сборная будет играть в высшем дивизионе этого состязания.
Первое появление страны в мировом рейтинге сборных IRB относится к 19 марта 2012 года. Тогда же в рейтинге дебютировали Мексика и Пакистан. Уже 16 апреля того же года Филиппины поднялись на 62-ю позицию.

## История
Популярность игры в стране поддерживалась силами британских, австралийских и новозеландских граждан, проживавших на территории Филиппин в разное время. Национальный регбийный союз был создан в 1998 году, а десять лет спустя он приобрёл статус члена международного совета. Первый матч команды состоялся в 2006 году. Сборная, укомплектованная по большей части регбистами иностранного происхождения, выиграла у Гуама (18:14). В декабре следующего года полностью филиппинская сборная отправилась на 24-е игры азиатского Юго-Востока в Таиланд. В полуфинале молодая команда обыграла соседей из Малайзии, а в решающем матче Филиппины уступили сборной хозяев (14:29). Интересно, что к перерыву обе команды набрали по 14 очков.
В 2008 году сборная доминировала в четвёртом дивизионе Азиатского кубка пяти наций. На пути к титулу регбисты разгромили Бруней (101:0) и вновь превзошли Гуам (20:8). Новый сезон принёс команде победу в третьем дивизионе. Благодаря победам над также недавно созданной сборной Ирана (15:0) и команде Гуама (25:0) Филиппины вышли на более высокий уровень. Игра филиппинцев во втором дивизионе была столь же успешной. Ключевым матчем сезона стала победа над индийцами, которая и принесла Филиппинам путёвку в первый дивизион. Там сборная провела сезон—2012, проведя беспроигрышную серию. Соперники Филиппин — Сингапур, Тайвань и Шри-Ланка — ничего не противопоставили амбициозным новичкам, и с 2013 года Филиппины будут выступать в высшем дивизионе.

## Текущий состав
Состав на матч Азиатского кубка пяти наций—2013 против Японии.
Главный тренер: Джарред Ходжес.

## Результаты
По состоянию на 18 июня 2013 года.
| Соперник         | Матчи | Победы | Поражения | Ничьи | Доля побед |
| ---------------- | ----- | ------ | --------- | ----- | ---------- |
| Бруней           | 1     | 1      | 0         | 0     | 100 %      |
| Гонконг          | 1     | 0      | 1         | 0     | 0 %        |
| Гуам             | 4     | 4      | 0         | 0     | 100 %      |
| Индия            | 2     | 1      | 1         | 0     | 50 %       |
| Иран             | 1     | 1      | 0         | 0     | 100 %      |
| Малайзия         | 1     | 1      | 0         | 0     | 100 %      |
| Пакистан         | 1     | 0      | 1         | 0     | 0 %        |
| Сингапур         | 1     | 1      | 0         | 0     | 100 %      |
| Таиланд          | 1     | 1      | 0         | 0     | 100 %      |
| Тайвань          | 1     | 1      | 0         | 0     | 100 %      |
| Шри-Ланка        | 1     | 1      | 0         | 0     | 100 %      |
| Республика Корея | 1     | 0      | 1         | 0     | 0 %        |
| Всего            | 16    | 12     | 4         | 0     | 75 %       |